# Campo Lara (paroisse civile)
Pour les articles homonymes, voir Campo Lara.
Campo Lara est l'une des six paroisses civiles de la municipalité de Lagunillas dans l'État de Zulia au Venezuela. Sa capitale est Campo Lara.